# Tillandsia nidus
Tillandsia nidus är en gräsväxtart som beskrevs av Werner Rauh och C.O.Lehm. Tillandsia nidus ingår i släktet Tillandsia och familjen Bromeliaceae. Inga underarter finns listade i Catalogue of Life.